# 푸아송 잡음

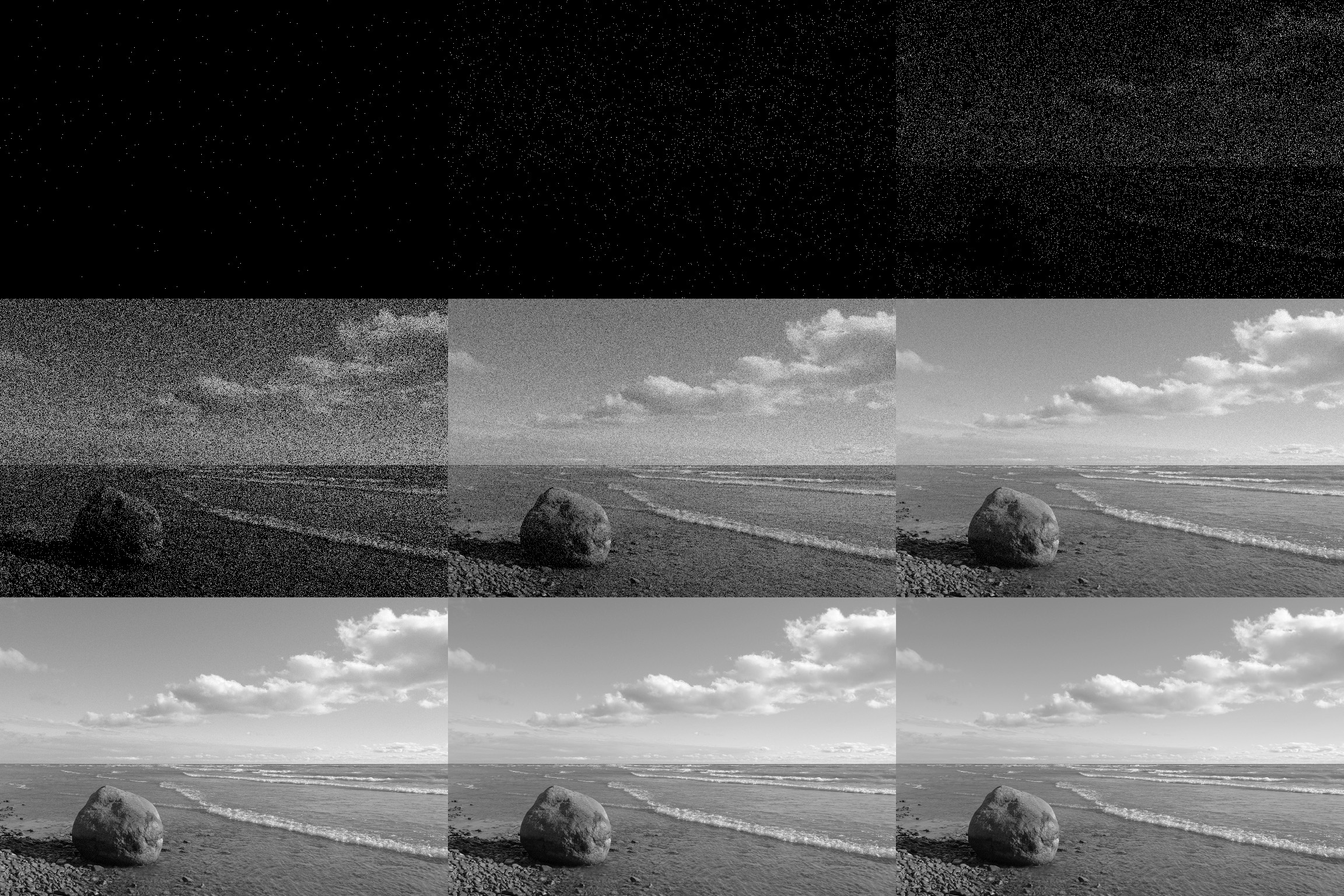
광자의 푸아송 잡음을 시뮬레이션한 것.

푸아송 잡음(Poisson noise)은 전하의 양자 이산성 때문에 발생하는 전자공학적 잡음이다. 전자 뿐 아니라 광자에서도 발생하며, 빛의 입자성의 증거가 된다.
전기 회로의 전자나 광학 장치의 광자와 같은 에너지를 가진 입자수가 매우 적을 경우 입자 수의 통계적 변동이 측정에 걸릴 정도로 커지기 때문에 발생한다. 전자공학, 전기통신, 기초물리학 등의 분야에서 문제가 된다.
푸아송 잡음의 크기는 광 강도나 전류의 평균치에 비례한다. 보통 평균치는 신호 자체를 가리키지만, 평균치가 늘어날 때 신호 레벨은 잡음 레벨보다 빨리 증가한다. 따라서 많은 경우, 푸아송 잡음은 전류나 광 강도가 작을 때밖에 문제가 되지 않는다.
일정한 시간 내에 검출되는 광자 수의 평균치는 광원의 강도로 결정되지만, 실제로 검출되는 수는 평균치와 동일한 경우도 있고 크거나 작은 경우도 있다. 평균치를 중심으로 하는 그 분포는 푸아송 분포이다. 사상 수가 커질수록 푸아송 분포는 정규분포에 근접하므로, 매우 많은 수의 광자를 측정하면 신호에 포함되는 광자 잡음은 정규 분포에 가까워진다.
사상 사이에 상관이 없는 경우, 푸아송 잡음은 이상적인 화이트 노이즈이다.
푸아송 분포의 성질에 의해, 광자 잡음의 표준편차는 광자 수의 평균 제곱근과 같은 것으로 나타난다. 따라서 신호 대 잡음비는 다음 식으로 표시한다.
{\displaystyle S\!N\!R={\frac {N}{\sqrt {N}}}={\sqrt {N}}}
여기서{\displaystyle N}은 검출되는 광자 수의 평균이다. {\displaystyle N}을 크게 하면 SN비도 그에 따라 커진다. 이로부터 따라 광자 수가 적을 때에 광자 잡음이 상대적으로 중요해짐을 알 수 있다.

## 해설

### 전자 소자에 있어서의 푸아송 잡음
전자 소자에 있어서의 푸아송 잡음은 소자를 흐르는 전류의 무작위한 떨림이다. 전류의 전자가 이산적인 존재이며, 연속적인 정상류를 만들지 못하는 것이 그 본질이다. PN 접합에서 문제가 되는 경우가 많지만, 어떠한 소자에서도 생기며, 전하가 시간적으로 국재하지 않는 경우에도 존재한다.
푸아송 잡음은 평형상태의 전류 잡음과는 구별해야 한다. 후자는 전압이 없고, 시간평균하면 전류치가 0일 때도 발생한다. 이러한 전류잡음을 열잡음이라 한다.
푸아송 잡음은 푸아송 과정이며, 전류의 전하는 푸아송 분포를 따르고 있다. 전류잡음의 표준 편차는
{\displaystyle \sigma _{i}={\sqrt {2\,q\,I\,\Delta f}}}
으로 표시한다. 여기서{\displaystyle q}는 전기 양자, {\displaystyle I}는 소자를 흐르는 전류의 평균치다. 각각의 양은 SI단위계에서 표시하고 있는 것으로 한다. 전류 100mA에 대하여, 위의 식은
{\displaystyle \sigma _{i}={\frac {0.18\,nA}{\sqrt {Hz}}}}
의 값을 보인다. 만약 이 잡음전류가 단순한 저항기를 흐르면,  잡음전력은 다음 식으로 나타난다.
{\displaystyle P=2\,q\,I\,\Delta fR}
전하가 완전히 시간적으로 일부에만 존재하는 것은 아니지만, 시간 영역에서 {\displaystyle qF(t)}과 같은 분포 ({\displaystyle F(t)}의 시간적분은 1이라 한다)를 갖는 경우, 잡음전류의 파워스펙트럼 밀도는
{\displaystyle S_{i}(f)=2\,q\,I\,|\Psi (f)|^{2}}
이 된다. 여기에서 {\displaystyle \Psi (f)}는 {\displaystyle F(t)}의 푸리에 변환이다.
푸아송 잡음과 열잡음은 둘 다 양자 잡음이다. 학자에 따라서 양자를 통일된 개념으로 간주하고 있는 경우도 있다.
.

### 양자광학에 있어서의 푸아송 잡음
양자광학에 있어서는, 푸아송 잡음의 원인은 검출되는 광자 수의 잡음이다. 따라서 여기에서도 역시 에너지(이 경우, 전자기장이 가지는 에너지)가 이산화되어 있는 결과로서 생기는 것이라 할 수 있다. 푸아송 잡음은 양자 잡음의 주체이다. 광자 몇 개 레벨의 측정이 가능한 광전 증폭관의 신호는 푸아송 잡음이 나타나지만, 더 강도가 높은 빛을 포토다이오드와 시간분해능이 높은 오실로스코프를 사용해 측정하고 있을 때에도 나타난다. 검출기의 광전류는 광강도(광자의 수)에 비례하므로, 측정되는 전류에는 이런 종류의 잡음이 포함되는 것이 보통이다.
레이저와 같은 코히어런트 광원의 경우에는, 푸아송 잡음은 강도의 평균의 제곱근에 비례한다
{\displaystyle \Delta I^{2}\ {\stackrel {\mathrm {def} }{=}}\ \langle \left(I-\langle I\rangle \right)^{2}\rangle \propto I.}
Similar lower bound of quantum noise takes place for linear quantum amplifier. The only exception being if a squeezed coherent state can be formed through correlated photon generation. The reduction of uncertainty of the number of photons per mode (and therefore the photocurrent) may take place
just due to the saturation of gain; this is intermediate case between a laser with locked phase and amplitude-stabilized laser.

### 공간전하
저노이즈 능동소자는, 전하 간의 정전적(静電的)인 반발력에 의해 푸아송 잡음이 억제되는 설계로 되어 있다. 광자소자의 경우에는 이러한 공간전하에 의한 노이즈 저감 기구는 존재하지 않는다.

## 같이 보기
- 열잡음
- 이미지 노이즈
- 양자효율